# Gottfried von Rodenberg
Gottfried o Göddert von Rodenberg (... – dopo il 1440) fu komtur nella prima metà del XV secolo dell'Ordine teutonico e Landmarschall nell'Ordine di Livonia dal 1435 al 1441..

## Biografia

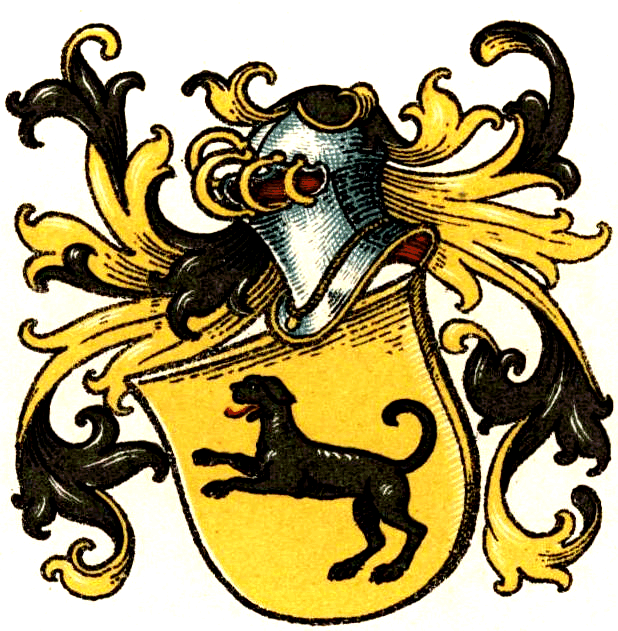
Stemma della famiglia Rüdenberg

Gottfried proveniva da una nobile famiglia della Westfalia, quella dei Rüdenberg (il nome completo è infatti secondo alcuni storici Gottfried VII von Rüdenberg, traducibile in Goffredo VII di Rüdenberg).
Iniziò a scalare le gerarchie dell'Ordine teutonico nei primi decenni del 1400. Nel 1415 fu ancora più facile cavaliere, ma poi salì nella gerarchia dell'Ordine. Nel 1419 e 1420 fu Vogt a Roggenhausen. Dal 1417 al 1419 fu commendatore presso Strasburg (odierna Brodnica): dal 1426 al 1430 coprì lo stesso ruolo a Schönsee (odierna Kowalewo Pomorskie). Nel 1426 guidò una spedizione di cinquanta unità ausiliari dell'Ordine teutonico contro gli ussiti. Nel 1427, il suo gruppo marciò in direzione Lusazia. Per mancanza di armamenti e cavalli, non fu coinvolto nella battaglia.
Fu dal 1433 al 1436 comandante di Golub. In un documento del 1435 si parla di lui come Landmarschall in Livland, segno che poco prima era entrato a far parte dei cavalieri livoniani. Esercitò questo incarico fino al 1438. Dopo la morte di Heinrich von Böckenförde operò nel ruolo di Landmeister temporaneamente tra il 1437 e il 1438. Nelle elezioni tenutesi nel 1438, la sua influenza fu decisiva nella scelta di Heidenreich Vincke von Overberg. A seguito del 1440, si cita lui come comandante di Marienburg, dopodiché scompare dalle fonti.